# L'Histoire de Kullervo
L'Histoire de Kullervo (The Story of Kullervo) est un livre de J. R. R. Tolkien édité à titre posthume par Verlyn Flieger. Il est paru le 27 août 2015 en version originale. 

## Description
Ce volume comprend un récit inachevé partiellement en vers, L’Histoire de Kullervo, écrit à une vingtaine d'années entre 1912 et 1916, adapté des chants 31 à 36 du Kalevala, ainsi que deux versions d'une même conférence de l’auteur au sujet du Kalevala. Verlyn Flieger avait déjà fait paraître ces textes en 2010, dans la revue Tolkien Studies.
En octobre 1914, dans une lettre à sa future épouse Edith Bratt, Tolkien écrit être « en train d’essayer d’adapter sous forme de nouvelle l’une des histoires [du Kalevala] – qui est vraiment une très grande histoire et des plus tragiques –, dans le style des romances de Morris avec des bouts de poésie intercalés ».
Dans une autre lettre à W. H. Auden, il évoque son goût pour le finnois : « J’étais formidablement attiré par ce qui possédait l’atmosphère du Kalevala, même dans la mauvaise traduction de Kirby. Je n’ai jamais appris suffisamment de finnois pour faire mieux que de simplement lire laborieusement des bouts de l’original, comme un écolier avec Ovide ; étant essentiellement absorbé par ses conséquences sur « ma langue à moi ». Mais l’origine du legendarium, dont [Le Seigneur des Anneaux] fait partie (est la conclusion) s’inscrit dans une tentative pour réorganiser une partie du Kalevala, en particulier le récit de Kullervo l’infortuné, sous une forme mienne. ».